# Bronner’s Christmas Wonderland

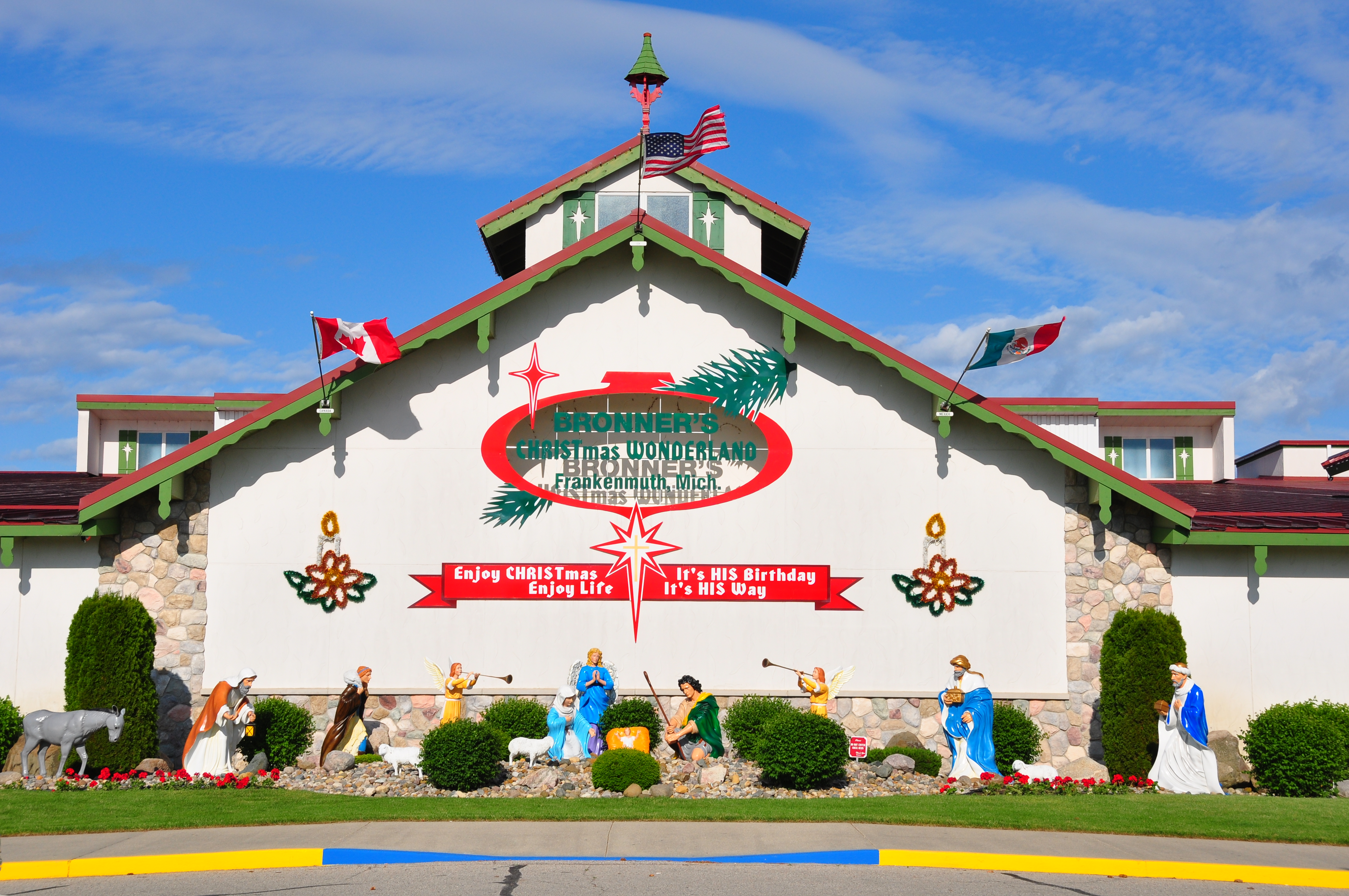
Westeingang

Das Bronner’s Christmas Wonderland ist ein US-amerikanisches Handelsunternehmen für Weihnachtsdekorationsartikel. Es hat seinen Sitz in der Kleinstadt Frankenmuth im Saginaw County des Bundesstaates Michigan. Nach eigenen Angaben ist Bronner’s Christmas Wonderland mit einem Sortiment von über 50.000 Artikeln der weltgrößte Weihnachtsladen („World’s Largest Christmas Store“). Bronner’s ist dadurch die größte Touristenattraktion der Region. Im Sortiment sind unter anderem Weihnachtsschmuck, künstliche Weihnachtsbäume, Beleuchtungen, Weihnachtskrippen aller Art und Preislagen. 

## Geschichte
Das Unternehmen wurde 1945 von dem deutschsprachigen gelernten Schildermaler Wallace „Wally“ Bronner (1927–2008) in Frankenmuth gegründet, einem Ort, dessen Gründer überwiegend lutherische Auswanderer aus Mittelfranken waren. Sein Urgroßvater väterlicherseits stammte aus Pfaffenhofen bei Heilbronn. 1954 eröffnete Bronner einen ersten Laden mit Dekorationsmaterial rund um das Weihnachtsfest. 1986 erhielt er den „Goldenen Santa Claus“ der Nürnberger Spielwarenmesse. 1998 trat er als CEO zurück, blieb aber bis zu seinem Tod Chairman des Unternehmens. Noch heute ist das Unternehmen Bronner’s in Besitz und unter Leitung von Mitgliedern der Familie, angeführt von seinem Sohn Wayne Bronner.
Das 361 Tage im Jahr (außer an Heiligabend, Neujahr, Ostern und Thanksgiving) geöffnete Bronner’s wird inzwischen jährlich von mehr als zwei Millionen Menschen angesteuert, darunter 2000 Besuchergruppen. Allein am Wochenende nach Thanksgiving kommen rund 50.000 Besucher. Auf dem 27 Acres (109.000 m² = fünfeinhalb Fußballfelder) großen Gelände befinden sich mehrere zusammenhängende, im pseudo-alpenländischen Chalet-Stil (mit flachem Satteldach und bauernhofartigen Fassaden) errichtete Verkaufshallen, die eine Verkaufsfläche von zusammen 29.700 m² (fast zwei Fußballfelder) ergeben. 
Auf dem Gelände steht auch die täglich geöffnete Bronner’s Silent Night Memorial Chapel, eine 1992 mit österreichischer Erlaubnis errichtete Kopie der Stille-Nacht-Kapelle in Oberndorf bei Salzburg, die an die erste öffentliche Aufführung des Weihnachtsliedes Stille Nacht, heilige Nacht 1818 erinnert. Das Lied erklingt in der Kapelle, in zahlreiche Sprachen übersetzt, rund ums Jahr in Endlosschleife. Besichtigung und auch Meditation ist in der Kapelle möglich, allerdings werden keine Gottesdienste abgehalten.
Die Besucher von Bronner’s Christmas Wonderland werden auf Schildern in 60 Sprachen begrüßt. An den Eingängen sind unter anderem drei 5 Meter hohe Weihnachtsmannfiguren, ein ebenfalls 5 Meter hoher Schneemann und eine lebensgroße Weihnachtskrippenszene positioniert. Im Inneren der Verkaufshallen werden Weihnachtslieder dargeboten, Weihnachtsmänner tanzen und weit über 700 bewegliche Figuren unterhalten das Publikum. Rund 350 geschmückte Weihnachtsbäume in verschiedenem Stil, funkelnde Lichterketten, weihnachtliche Dekorationen und Hintergrundmusik bieten den Besuchern eine Erlebniseinkaufwelt, die an einen mitteleuropäischen Weihnachtsmarkt erinnern soll. Der eine halbe Meile (800 Meter) lange Hauptweg des Marktes, die Bronner’s Christmas Lane, wird jeden Abend von rund hunderttausend glitzernden Lichtern erhellt. Die Stromrechnung von Bronner’s beläuft sich angeblich auf 900 US-Dollar täglich.
Ein Großteil des angebotenen Weihnachtsschmucks ist eigenentwickeltes Design, exklusiv für Bronner’s in den USA, Europa und vor allem Asien gefertigt. Neben eigentlichem Weihnachtsschmuck gibt es auch Sortimente zu anderen Festtagen, hölzerne Nussknacker, Plüschtiere, Musikboxen, Puttenfiguren, religiöse Devotionalien, Kerzen sowie Sammler-Figuren von Hummel (Firmengründer Bronner war selbst Sammler von Hummel-Porzellanfiguren), Precious Moments (Exklusivvertrieb in den USA durch Bronner’s), Department 56, Fontanini und anderen Marken. An drei Terminen im Jahr werden hierzu Verkaufsshows und Vorführungen geboten. Im Dezember hört täglich der Santa Claus die Wünsche der Kinder an, an Ostern kommt der Osterhase. In einem Vorführraum werden Videos über die Geschichte des Unternehmens, das Sortiment und die Silent Night Memorial Chapel gezeigt.
Zusätzlich zum stationären Verkaufsgeschäft hat Bronner’s Christmas Wonderland eine eigene Abteilung für kommerzielle Dekoration, die Städte, Einkaufszentren, Unternehmen und Filmsets zu ihren Kunden zählt, eine Abteilung Großhandel für Großkunden wie Handelsketten und Kirchen sowie einen Internet-Versandhandel. In der Hochsaison zwischen Oktober und Dezember beschäftigt Bronner’s mehr als 500 Angestellte.